# 웃호웃호호
〈웃호웃호호〉(ウッホウッホホ)는 일본의 걸 그룹 AKB48의 노래이다.

## AKB48 Team TP 버전
《우호우호호》(중국어 정체자: 嗚吼嗚吼吼, 병음: Wū hǒu wū hǒu hǒu 우허우우허우허우[*], 한자음: 오후오후후)는 타이완의 걸 그룹 AKB48 Team TP의 네 번째 싱글이다. 2020년 9월 17일에 엔조이 레코드 및 유니버설 뮤직 타이완을 통해서 발매되었다.

### 발매 과정
2020년 8월 28일, 공식 웹사이트를 통해서 수록 내용을 공개하였다. 8월 31일, 선발 멤버를 공개하였다.

### 수록 내용
| #  | 제목                            | 재생 시간 |
| -- | ------------------------------- | --------- |
| 1. | 〈嗚吼嗚吼吼 우호우호호〉       | 4:04      |
| 2. | 〈奔跑吧！企鵝 달려라! 펭귄〉   | 3:59      |
| 3. | 〈哈囉CENTER 헬로 CENTER〉      | 4:00      |
| 4. | 〈嗚吼嗚吼吼 off vocal ver.〉   |           |
| 5. | 〈奔跑吧！企鵝 off vocal ver.〉 |           |
| 6. | 〈哈囉CENTER off vocal ver.〉   |           |

| #  | 제목                       | 재생 시간 |
| -- | -------------------------- | --------- |
| 1. | 〈嗚吼嗚吼吼 Music Video〉 |           |

### 내용주
1. ↑  AKB48 팀K 〈ウッホウッホホ / 웃호웃호호〉
2. ↑  AKB48 팀K 〈走れ! べンギン / 달려라! 펭귄〉
3. ↑  AKB48 〈ハステとワステ / 하스테와 와스테〉

### 참조주
1. ↑  “第四張單曲《嗚吼嗚吼吼》2020/09/17 正式發行” [네 번째 싱글 “우호우호호” 2020/09/17 정식 발매]. 《AKB48 Team TP官方網站》 (중국어). 2020년 9월 9일. 2020년 9월 10일에 확인함.
2. ↑  “AKB48 Team TP 第四張單曲主打歌確定！” [AKB48 Team TP 네 번째 싱글 주제가 확정!]. 《AKB48 Team TP官方網站》 (중국어). 2020년 8월 28일. 2020년 8월 28일에 확인함.
3. ↑  “第四張單曲 (4th Single) 選拔成員名單出爐！” [네 번째 싱글 선발 멤버 명단 공개!]. 《AKB48 Team TP官方網站》 (중국어). 2020년 8월 31일. 2020년 8월 31일에 확인함.